# Гринченковский сельский совет
Гринченковский сельский совет (укр. Грінченківська сільська рада) — входит в состав Ахтырского района Сумской области Украины.
Административный центр сельского совета находится в с. Гринченково.

## Населённые пункты совета
- с. Гринченково
- с. Всадки
- с. Грунька
- с. Пяткино
- с. Рассоховатое
- с. Соборное